# オリビア・トロイ
オリビア・トロイ（Olivia Troye、1976年11月19日 - ）は、アメリカ合衆国の元国家安全保障問題担当副大統領補佐官。アメリカ合衆国国土安全保障省職員として国家テロ対策センター、エネルギー省情報部、国土安全保障省情報分析局に勤めた。その後、副大統領事務局でマイク・ペンス副大統領の国土安全保障・国家テロ対策担当補佐官に就任、ホワイトハウス新型コロナウイルス対策タスクフォースでペンスの主要スタッフを務めた。2020年8月、ホワイトハウスを辞職した。

## 生い立ちと学歴
テキサス州エルパソ出身で、スペイン語が堪能である。ペンシルベニア大学、国防総合大学国際関係学研究科、海軍大学院を卒業している。

## 経歴
大学卒業後、共和党全国委員会に就職。アメリカ同時多発テロ事件発生後に国家安全保障のキャリアをスタートさせた。ジョージ・W・ブッシュ政権の指名によりペンタゴンに勤め、国土安全保障省情報分析局の情報関係職員として戦略・政策・計画立案を担当した。その後、副大統領事務局でペンス副大統領の国土安全問題・国家テロ対策担当補佐官に就任、ホワイトハウス新型コロナウイルス対策タスクフォースでペンスの主要スタッフを務めた。
トロイはホワイトハウスを辞職したとしているが、マイク・ペンスの国家安全保障問題担当補佐官キース・ケロッグは、トロイを解雇し「事務所の外まで付き添った」と主張している。また、ケロッグはトロイがトランプ政権時代のことについて嘘をついていると全体的に非難しているが、トロイはこの主張を否定している。
ホワイトハウスを辞職後、トロイは新型コロナウイルスの感染拡大に対するトランプ政権の対応を厳しく批判した。また、2020年アメリカ合衆国大統領選挙ではジョー・バイデンへの支持を表明した。2020年8月、全米保険犯罪局の戦略・政策・計画立案担当ヴァイスプレジデントに就任。また、「Republicans for the Rule of Law (法の支配を守る共和党員)」イニシアチブで知られる保守系反トランプ政治団体「Defending Democracy Together」の顧問を務めている。

## 私生活
CNNによると幼少期からの共和党員である。トロイは自身を「ジョン・マケイン的な（党派にとらわれない）共和党員」としており、民主党の大統領候補ジョー・バイデンへの支持を表明した。